# Маркус Гарви
Маркус Гарви (енгл. Marcus Garvey; 17. август 1887 — 10. јун 1940), политички мислилац и активиста са Јамајке, један од првих представника црначког национализма. Године 1914. основао је Универзалну асоцијацију за побољшање положаја црнаца (UNIA). Јамајку је напустио 1916. године и преселио се у Њујорк где му је његова порука о црначком поносу и економској самодовољности донела велики број присталица, нарочито у гетима као што је Харлем. Иако су његова црначка предузећа пропала а позив за повратак у Африку у највећој мери игнорисан, Гарвијево истицање црначког поноса и његова визија Африке као домовине пружили су основ за каснији покрет Црна снага. Растафаријанизам се такође значајно заснива на његовим идејама. Гарви је затворен 1923. године због превара повезаних са поштом и касније депортован 1927. године. Умро је у анонимности у Лондону.